# South Bedburn
South Bedburn – civil parish w Anglii, w hrabstwie Durham. W 2011 civil parish liczyła 171 mieszkańców.